# 灰口铸铁
灰口铸铁（英語：Grey cast iron），简称灰铸铁（英語：Gray iron），是铸铁材料中的一种。灰口铸铁中所含的碳具有片状石墨的微观结构。由于片状石墨的存在，其形成的断口呈现灰色，因此得名。按重量计算，灰口铸铁是最常见的铸铁和最广泛使用的铸造材料。灰口铸铁一般用于更看重部件的刚度而非其抗拉强度的场合，例如内燃机、气缸体、泵、外壳、阀体、电器箱和装饰品。灰口铸铁具有较高的热导率和比热容，常被用来制造铸铁炊具和盘式制动器的转子。

## 结构

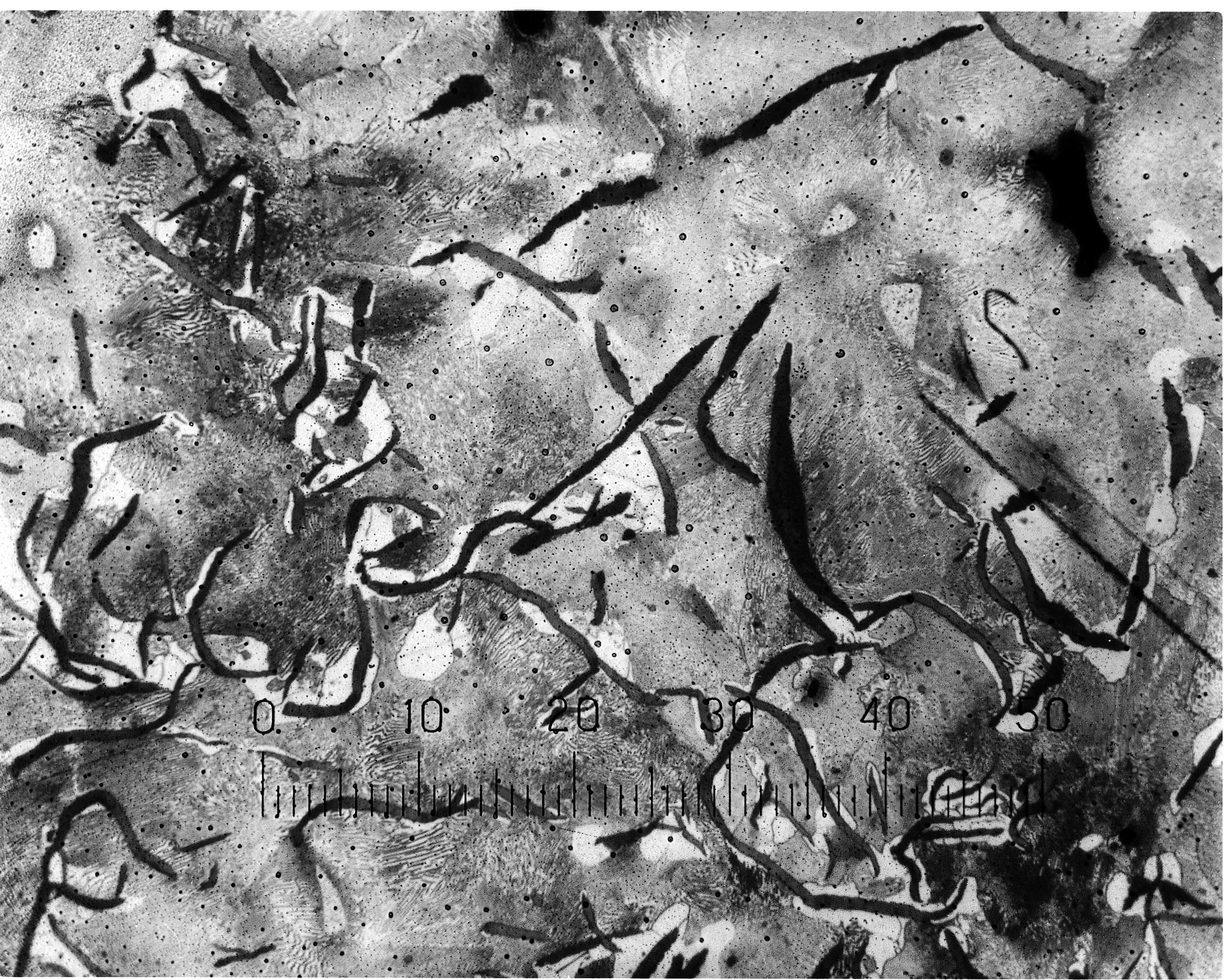
灰口铸铁的微观结构

典型的灰口铸铁含有2.5至4.0%的碳和1至3％的硅（质量分数）。按体积分数，石墨可能占到灰口铸铁的6&至10%。与白口铸铁相比，硅元素对于制造灰口铸铁很重要，因为硅是铸铁中的“石墨稳定”元素，这意味着它有助于合金中的碳保持石墨结构而不是产生碳化三铁。影响石墨化的另一个因素是凝固速度：凝固速度越小，碳扩散和积聚到石墨中的时间就越长。适中的冷却速度形成的基体带有更多的珠光体，而快速冷却形成的基体中存在更多铁素体。要获得完全为的铁素体基体，合金必须退火。快速冷却可以部分或完全抑制石墨化，导致形成渗碳体，所得铸铁被称为白口铸铁。

## 分类
美国常用的灰口铸铁分类法是A48。 这一标准按照最小拉伸强度将灰口铸铁分级，比如拉伸强度为20psi的灰口铸铁被列为20级，此时的灰口铸铁等效碳较高，具有肥粒鐵基体，导致拉伸强度较低。但像40级的灰口铸铁,其中碳含量较低，呈现波來鐵基体，其拉伸强度就比较高。超过40级的灰口铸铁一般需要采用固溶强化或热处理的办法来改性基体。80级的灰口铸铁尽管具有最高的拉伸强度，但十分脆。
在汽车工业中，使用SAE J431来代替ASTM标准。根据拉伸强度和布氏硬度的比值来分级。
| 级别 | 拉伸强度（ksi） | 压缩强度（ksi） | 弹性模量, E (Mpsi) |
| ---- | --------------- | --------------- | ------------------ |
| 20   | 22              | 83              | 10                 |
| 30   | 31              | 109             | 14                 |
| 40   | 57              | 140             | 18                 |
| 60   | 62.5            | 187.5           | 21                 |

| 级别                 | 布氏硬度 | t/h† | 描述          |
| -------------------- | -------- | ---- | ------------- |
| G1800                | 120–187  | 135  | 铁素体-珠光体 |
| G2500                | 170–229  | 135  | 铁素体-珠光体 |
| G3000                | 187–241  | 150  | 珠光体        |
| G3500                | 207–255  | 165  | 珠光体        |
| G4000                | 217–269  | 175  | 珠光体        |
| †t/h = 拉伸强度/硬度 |          |      |               |

## 优点与缺点
由于所含的石墨可以润滑切口和分裂切屑，灰口铸铁的成本相对较低且机械加工性良好，成为常见一种的工程合金。石墨薄片的自润滑性还使得其具有良好的耐磨性。石墨还赋予灰铸铁出色的阻尼能力，因为它可以吸收能量并将其转化为热量。 但灰口铸铁即使在较高温度下也无法锻造、挤出或卷压。
| 材料                                               | 阻尼能力† |
| -------------------------------------------------- | --------- |
| 灰口铸铁（高等效碳）                               | 100–500   |
| 灰口铸铁（低等效碳）                               | 20–100    |
| Ductile iron                                       | 5–20      |
| Malleable iron                                     | 8–15      |
| 白铁                                               | 2–4       |
| 钢                                                 | 4         |
| 铝                                                 | 0.47      |
| †Natural log of the ratio of successive amplitudes |           |

与不形成石墨显微组织的其他铸铁相比，灰口铸铁在凝固过程中的收缩更小。硅在铸造时促进了良好的耐腐蚀性并增加了流动性。灰口铸铁通常被认为易于焊接。与更现代的铁合金相比，灰口铸铁具有较低的抗拉强度和延展性； 因此，它的抗冲击强度几乎不存在。

## 扩展阅读
Stefanescu, Doru Michael. . Springer. 2002  [2021-08-27]. ISBN 978-0-306-46750-9. （原始内容存档于2021-08-27）.